# Ephedra lomatolepis
Ephedra lomatolepis là một loài thực vật hạt trần trong họ Ephedraceae. Loài này được Schrenk mô tả khoa học đầu tiên năm 1844.